# Rivière du Sapin Croche
Pour les articles homonymes, voir Sapin (homonymie).
La rivière du Sapin Croche est un affluent de la rivière au Serpent Sud-Ouest, coulant dans le territoire non organisé de Passes-Dangereuses, dans la municipalité régionale de comté (MRC) de Maria-Chapdelaine, dans la région administrative de Saguenay–Lac-Saint-Jean, dans la province de Québec, au Canada.
Le bassin versant de la rivière du Sapin Croche est desservi par la route forestière R0274 qui passe au Nord du lac du Goéland et au Nord-Ouest du lac du Serpent. La vallée de la rivière du Sapin Croche est aussi desservie par quelques routes secondaires desservent la zone pour les besoins de la foresterie et des activités récréotouristiques,,.
La foresterie constitue la principale activité économique du secteur ; les activités récréotouristiques, en second.
La surface de la rivière du Sapin Croche est habituellement gelée de la fin novembre au début avril, toutefois la circulation sécuritaire sur la glace se fait généralement de la mi-décembre à la fin mars.

## Géographie
Les principaux bassins versants voisins de la rivière du Sapin Croche sont :
- côté Nord : rivière au Serpent, lac Maupertuis ;
- côté Est : rivière Lapointe, rivière au Serpent, rivière Ashiniu, rivière des Prairies, rivière Kauashetesh, rivière Péribonka ;
- côté Sud : lac du Goéland, lac du Serpent, rivière au Serpent Sud-Ouest, lac D'Ailleboust, rivière D'Ailleboust, lac Étienniche, rivière Étienniche, rivière Alex ;
- côté Ouest : rivière Henri, rivière Mistassibi Nord-Est, rivière Mistassibi[2].

La rivière du Sapin Croche prend sa source à l’embouchure d’un lac non identifié (longueur : 1,1 km ; altitude : 617 m) situé du côté Ouest du lac Péribonka, dans le territoire non organisé de Passes-Dangereuses, soit à :
- 10,6 kmau Nord-Est du cours de la rivière Mistassibi Nord-Est ;
- 57,8 km au Nord-Ouest de l’embouchure de la rivière du Sapin Croche (confluence avec la rivière au Serpent Sud-Ouest via le lac du Goéland) ;
- 50,3 km au Nord-Ouest de l’embouchure de la rivière au Serpent Sud-Ouest (confluence avec la rivière au Serpent) ;
- 92,4 km au Nord-Ouest de l’embouchure de la rivière du Serpent (confluence avec la rivière Péribonka) ;
- 57,8 km au Nord-Ouest du barrage de l’embouchure du lac Péribonka (traversé par la rivière Péribonka)[2],[5].

À partir de sa source, la rivière du Sapin Croche coule sur 90,6 km, entièrement en zone forestière, selon les segments suivants :
Partie supérieure du cours de la rivière du Sapin Croche (segment de 23,0 km)
- 4,6 km vers le Sud-Ouest, en traversant trois petits lacs, jusqu’à la décharge (venant de l’Ouest) d’un lac non identifié ;
- 0,4 km vers le Sud, jusqu’à la décharge (venant du Sud-Ouest) de quelques lacs non identifiés ;
- 3,3 km vers le Sud, puis vers le Sud-Est en traversant sur 1,4 km le Lac aux Chiens (longueur : 1,8 km ; altitude : 579 m) ;
- 5,3 km vers le Sud-Est, notamment en traversant sur 0,6 km un lac non identifié (longueur : 0,7 km ; altitude : 577 m) ;
- 9,4 km vers le Sud, notamment en traversant sur km un lac non identifié (longueur : 1,7 km ; altitude : 267 m) jusqu’à la rive Nord du lac à la Pluie ;

Partie intermédiaire du cours de la rivière du Sapin Croche (segment de 13,0 km)
- 1,9 km vers le Sud en traversant sur 1,0 km le lac à la

Pluie (longueur : 1,1 km ; altitude : 565 m), jusqu’à son embouchure. Note : Ce lac reçoit du côté Nord-Est un ruisseau non identifié ;
- 2,6 km vers l’Est, en courbant vers le Sud-Est en fin de segment, notamment en traversant un lac non identifié (longueur : km ; altitude : 565 m) sur sa pleine longueur, jusqu’à son embouchure ;
- 4,1 km vers le Sud-Est en formant un crochet vers le Nord en fin de segment, jusqu’à un ruisseau (venant du Nord) ;
- 2,8 km vers le Sud-Est en passant au Sud-Est d’une montagne, jusqu’à un ruisseau (venant du Sud-Ouest) ;
- 1,6 km vers le Sud-Est en passant au Nord-Est d’une montagne, jusqu’à la confluence d’un ruisseau (venant du Nord) ;

Partie inférieure du cours de la rivière du Sapin Croche (segment de 54,6 km)
- 1,5 km vers le Sud en contournant une île, jusqu’à la décharge (venant de l’Ouest) d’un lac ;
- 5,8 km vers le Sud-Est, jusqu’à la décharge (venant du Nord-Ouest) de quelques lacs ;
- 16,1 km vers le Nord, en formant de nombreux serpentins, jusqu’à la décharge (venant de l’Ouest) d’un ensemble de lacs ;
- 17,9 km (ou 8,5 km en ligne directe) vers le Sud-Est en formant de nombreux serpentins dans la première moitié de ce segment, puis vers le Sud, jusqu’à la décharge (venant de l’Ouest) du Lac du Sapin Croche ;
- 13,3 km vers le Sud-Est en formant des serpentins en début et en fin de segment, ainsi qu’en traversant deux zones de marais en fin de segment et coupant la route forestière R0274, jusqu’à son embouchure[2].

La rivière du Sapin Croche se déverse au bout d’une presqu’île (ressemblant à une jetée) d’une longueur de 0,6 km de la rive Nord-Ouest du lac du Goéland lequel est traversé vers le Nord par la rivière au Serpent Sud-Ouest. Cette embouchure est située à :
- 2,0 km au Sud-Ouest de l’embouchure du lac du Goéland ;
- 11,3 km au Sud-Ouest de l’embouchure de la rivière au Serpent Sud-Ouest (confluence avec la rivière au Serpent) ;
- 43,0 km au Nord-Ouest de l’embouchure de la rivière au Serpent ;
- 48,2 km au Nord-Ouest de l’embouchure de la rivière Manouane ;
- 32,7 km au Sud-Ouest de l’embouchure du lac Péribonka lequel est traversé vers le Sud-Est par la rivière Péribonka ;
- 24,7 km au Nord-Est du cours de la rivière Mistassibi ;
- 119,2 km au Nord de l’embouchure de la rivière Péribonka (confluence avec le lac Saint-Jean)[2].

À partir de l’embouchure de la rivière du Sapin Croche, le courant traverse sur 2,4 km le lac du Goéland vers le Nord-Est, descend le cours de la rivière au Serpent Sud-Ouest sur 13,6 km vers le Nord, le cours de la rivière au Serpent sur 62,3 km vers le Sud-Est, le cours de la rivière Péribonka sur 150,3 km vers le Sud, traverse le lac Saint-Jean sur 29,3 km vers l’Est, puis emprunte sur 155 km le cours de la rivière Saguenay vers l’Est jusqu'à la hauteur de Tadoussac où il conflue avec le fleuve Saint-Laurent.

## Toponymie
Le toponyme de « rivière du Sapin Croche » a été officialisé le 5 décembre 1968 à la Banque des noms de lieux de la Commission de toponymie du Québec.